# Луций Валерий Флак (претор 63 пр.н.е.)
Вижте пояснителната страница за други личности с името Валерий Флак.
Луций Валерий Флак (на латински: Lucius Valerius Flaccus; † след 56 пр.н.е.) е политик и сенатор на Римската република.
Син е на Луций Валерий Флак (суфектконсул 86 пр.н.е.). Племенник е на Гай Валерий Флак (консул 93 пр.н.е.)
Той служи при баща си, когато е претор и управител на провинция Азия, но бяга при чичо си Гай Валерий Флак в Галия, където 82 или 81 пр.н.е. е военен трибун. Като такъв служи през 78 – 76 пр.н.е. в Киликия при проконсул Публий Сервилий Вация. 71 пр.н.е. е квестор в Испания при Марк Пупий Пизон, следващата година е проквестор, 68/67 пр.н.е. e легат на Цецилий Метел на Крит, след това при Помпей.
През 63 пр.н.е. той става градски претор. По време на заговора на Катилина е на страната на Цицерон. През 62 пр.н.е. е като пропретор управител на провинция Азия, 60 пр.н.е. е изпратен с тричленна делегация при галските племена. През 59 пр.н.е. е обвинен в изнудване, но Цицерон го защитава успешно с речта Pro Flacco. От 57/56 пр.н.е. Флак е легат на Луций Калпурний Пизон Цезонин в Македония и вероятно малко след това умира.